# Deutsches Bankwesen
Deutsches Bankwesen ist die Bezeichnung für das Bankensystem in Deutschland, das zu den größten der Welt gehört.
International ungewöhnlich am deutschen Bankwesen ist der sehr niedrige Marktanteil der Privatbanken im Verhältnis zu den öffentlich-rechtlichen und genossenschaftlichen Kreditinstituten. Dies ist maßgeblich für die ungewöhnlichen Strukturen des deutschen Bankwesens verantwortlich. Internationale Großbanken aus Deutschland sind die Deutsche Bank und die Commerzbank.

## Geschichte
Als erste Bank Deutschlands gilt die Fugger-Bank, die erstmals im Jahr 1486 vom Augsburger Stadtrat als „banck von Ulrichen Fugker“ erwähnt wurde. Der auch aus der Fugger-Dynastie stammende reiche Geldmann Jakob Fugger finanzierte die weltliche und geistliche Elite. Älteste inhabergeführte Privatbank Deutschlands ist die im Jahr 1590 entstandene Berenberg Bank, gegründet von den Brüdern Hans und Paul Berenberg in Hamburg. Im März 1619 entstand die Hamburger Bank, ihr folgte unter anderem die Gründung der Kölner „Banco di gyro d’affrancatione“ am 2. März 1705 durch Kurfürst Johann Wilhelm II., die als erste Zettelbank des Reichs galt. Sie gab die ersten Zahlungsmittel in Form von Bancozetteln in Deutschland aus. Ersichtlich erste Hypothekenbank – und damit Pfandbriefbank im heutigen Sinne – war die im Juni 1770 gegründete Schlesische Landschaft, ein genossenschaftliches öffentlich-rechtliches Kreditinstitut, das mit einer Beleihungsgrenze von 50 % des adeligen Grundbesitzwertes belieh und diese Kredite mit Inhaberpfandbriefen refinanzierte. Ihr folgten im Juni 1777 das Kur- und Neumärkische Ritterschaftliche Kreditinstitut, danach die Landschaften in Pommern im März 1781, Westpreußen 1787 und Ostpreußen 1788.
Inzwischen entstanden die ersten Sparkassen, um den ärmeren Bevölkerungsschichten eine sichere Möglichkeit zu eröffnen, kleinste Kapitaleinlagen zur Risikovorsorge im Alter oder bei Krankheit verzinslich zurückzulegen. Als sparkassenähnliche Institute galten die Leihbank zu Hanau (gegründet am 10. April 1738 durch Landgraf Wilhelm VIII.), die Württembergische Waisenkasse in Roth (1746 durch Anselm II. Schwab), die Braunschweigisch-Herzogliche Leihhaus-Kasse (gegründet im März 1765 „unter landesfürstlicher Garantie“), die – noch existierende – Fürstlich Castell’sche Credit-Casse (1774) oder die Fürstliche Leihkasse in Detmold (1786), letztere mit dem Schwerpunkt als Realkreditinstitut. Als erste Sparkasse gilt nach modernem Verständnis die von der Hamburger „Patriotischen Gesellschaft zur Förderung der Künste und des Unterrichts“ 1788 ins Leben gerufene Ersparungsclasse der „Allgemeinen Versorgungs-Anstalt“. Sie gab auch an Dienstboten, Tagelöhner und Seeleute Sparbücher aus, so dass auch „einfache Leute“ ihr Erspartes sicher und gegen Zins anlegen konnten.
Die ersten ländlichen Kreditgenossenschaften wurden als Ergebnis einer Missernte im Jahr 1842 durch Friedrich Wilhelm Raiffeisen ins Leben gerufen. Nach dem im März 1862 gegründeten „Anhausener Darlehenskassenverein“ waren sie bald in fast allen Landgemeinden vertreten und entfalteten dort eine sehr nützliche Tätigkeit. Eine der ersten Gründungen einer Genossenschaftsbank erfolgte im August 1862 durch Umwandlung in eine Genossenschaft nach Hermann Schulze-Delitzschs Grundsätzen mit dem Darlehensverein für Darmstadt und Bessungen unter dem Namen Volksbank Darmstadt. Der 1864 gegründete Heddesdorfer Darlehnskassenverein gilt heute als erste Genossenschaft im Raiffeisenschen Sinne.
Als erste Großbank entstand die im Februar 1870 als Commerz- und Disconto-Bank in Hamburg gegründete heutige Commerzbank, der die Deutsche Bank (März 1870) und die Dresdner Bank (November 1872) folgten. Ihre Gründungen waren Ergebnis des aus der Industrialisierung resultierenden starken Kapitalbedarfs der sich in Deutschland etablierenden Großindustrie, der nur durch Großbanken und/oder Bankenkonsortien zu finanzieren war.
Mit der Einführung des ersten Kreditwesengesetzes im Dezember 1931 reagierte die Regierung auf die Deutsche Bankenkrise ab Juni 1931 und wollte insbesondere künftigen Fehlentwicklungen im Kreditwesen vorbeugen. Als zentrale Regelungen beinhaltete es unter anderem erstmals einheitliche Anzeige- und Meldevorschriften zwecks Überwachung besonders risikoreicher Kredite (Großkredite, Millionenkredite).
Eine getrennte Entwicklung nahm in der Nachkriegszeit das Bankwesen Westdeutschlands und der DDR. In der Aufbauphase der Nachkriegszeit wuchsen in Westdeutschland auch die Banken, breitere Bevölkerungsschichten konnten durch zunehmende Einkommen sparen oder Konsumkredite aufnehmen. Durch Befehl Nr. 10 der Sowjetischen Militäradministration vom 23. Juli 1945 wurden in der DDR sämtliche privaten Banken und Versicherungen geschlossen und ihr Vermögen beschlagnahmt. Da die Sparkassen bereits staatlich waren, blieben sie von dieser Maßnahme unberührt. Am 20. Juli 1948 entstand als Zentralbank die Deutsche Notenbank, aus der am 1. Januar 1968 die Staatsbank der DDR hervorging. Am 13. Oktober 1948 wurde die Deutsche Investitionsbank als volkseigene Bank gegründet, die als einziges Institut langfristige Investitionskredite an Gewerbe und Industrie gewähren durfte. Die Deutsche Bauernbank entstand durch ein spezielles Gesetz vom 22. Februar 1950, sie hieß ab Februar 1963 Landwirtschaftsbank der DDR und gewährte Agrarkredite. Sie konzentrierte sich auf Finanzierungen für die Landwirtschaft und beeinflusste und kontrollierte die finanzielle Situation der LPGs.
Die noch existierenden DDR-Sparkassen erhielten ihre Kunden zugewiesen und von der Notenbank im Januar 1951 sämtliche Sparkonten, im Januar 1952 übertrug ihnen die Notenbank die alleinige Zuständigkeit für die Kontenführung der Kleinstbetriebe bis zu 10 Beschäftigten, im Gegenzug hatten sie alle Konten öffentlicher Organe und größerer Betriebe auf die Notenbank zu übertragen. Einen echten Teilzahlungskredit ermöglichte die am 16. Oktober 1953 in Kraft getretene „Anordnung über die Finanzierung des Kaufs von Möbeln und anderen langlebigen Gebrauchsgütern“. Seit Oktober 1956 durfte der Handel bestimmte Waren durch Teilzahlung verkaufen. Im Rahmen einer Verwaltungsreform 1952 stieg die Anzahl der DDR-Sparkassen auf 198, sie blieb bis zur Wiedervereinigung mit 196 relativ stabil. Im März 1956 erhielten die volkseigenen Sparkassen ein einheitliches Statut. Das verlieh ihnen formal Universalbankstatus, tatsächlich jedoch überwogen bei den Sparkassen das Einlagengeschäft und der Zahlungsverkehr. Die im Mai 1966 gegründete Deutsche Außenhandelsbank pflegte gezielt Geschäftsbeziehungen zu Banken außerhalb des sozialistischen Lagers.
Durch den Konkurs der westdeutschen Herstatt-Bank im Juni 1974 geriet das deutsche Bankwesen erneut in eine Krise. Folgen waren insbesondere die Verschärfung der bankenaufsichtsrechtlichen Vorschriften (Grundsatz Ia), die Einführung einer Einlagensicherung und die Verschärfung des KWG. Nach dem Zusammenbruch der IBH-Holding im November 1983 geriet deren Hausbank SMH-Bank in eine Krise, die im Dezember 1983 von der Lloyds Bank durch Übernahme abgewendet werden konnte.
Die zunehmend strengere Regulierung des deutschen Bankwesens durch die Einführung der Solvabilitätsverordnung im Januar 2007 konnte ein Übergreifen der Finanzkrise ab 2007 auf Deutschland nicht verhindern. Noch im Juli 2007 geriet die IKB Deutsche Industriebank in Finanzschwierigkeiten, im August 2007 folgte die Sachsen LB, im September 2008 die Hypo Real Estate. Mit dem Finanzmarktstabilisierungsgesetz vom Oktober 2008 wurden einheitliche Regelungen zur staatlichen Rettung gefährdeter Banken geschaffen, die erstmals im Dezember 2008 von der Commerzbank und im Dezember 2009 durch die WestLB in Anspruch genommen werden mussten. Neben zahlreichen weiteren EU-Vorschriften gilt seit Januar 2014 die auch das deutsche Bankwesen umfassend regulierende Kapitaladäquanzverordnung (englische Abkürzung CRR), die erneut Konsequenzen aus der Finanzkrise zog. Sie führte regelmäßig stattfindende Stresstests ein (Art. 177 CRR), um durch hypothetische Krisensimulation zu erkennen, welche Szenarien eine Gefahr für den Fortbestand der Finanzdienstleister darstellen könnten im Hinblick auf die Veränderung der Ertrags- und damit der Eigenkapitalsituation.

## Bankgeschäfte
Ein Unternehmen ist nach § 1 des deutschen Kreditwesengesetzes (KWG) dann ein Kreditinstitut, wenn es Bankgeschäfte gewerbsmäßig oder in einem Umfang betreibt, der einen in kaufmännischer Weise eingerichteten Geschäftsbetrieb erfordert. Das KWG definiert auch Ausnahmen: Die Deutsche Bundesbank, die Kreditanstalt für Wiederaufbau, die Sozialversicherungsträger und die Bundesagentur für Arbeit sind beispielsweise keine Kreditinstitute im Sinne des Gesetzes. Unter Bankgeschäften im Sinne des KWG werden gefasst:
- Einlagengeschäft: Die Annahme fremder Gelder als Einlagen oder anderer rückzahlbarer Gelder des Publikums, sofern der Rückzahlungsanspruch nicht in Inhaber- oder Orderschuldverschreibungen verbrieft wird, ohne Rücksicht darauf, ob Zinsen vergütet werden.
- Kreditgeschäft: Die Gewährung von Gelddarlehen und Akzeptkrediten.
- Diskontgeschäft: Der Ankauf von Wechseln und Schecks.
- Finanzkommissionsgeschäft: Die Anschaffung und die Veräußerung von Finanzinstrumenten im eigenen Namen für fremde Rechnung.
- Depotgeschäft: Die Verwahrung und die Verwaltung von Wertpapieren für andere.
- Investmentgeschäft: Die in § 20 Abs. 2 KAGB bezeichneten Geschäfte.
- Darlehenserwerbsgeschäft: Die Eingehung der Verpflichtung, Darlehensforderungen vor Fälligkeit zu erwerben.
- Garantiegeschäft: Die Übernahme von Bürgschaften, Garantien und sonstigen Gewährleistungen für andere.
- Girogeschäft: Die Durchführung des bargeldlosen Zahlungsverkehrs und des Abrechnungsverkehrs.
- Emissionsgeschäft: Die Übernahme von Finanzinstrumenten für eigenes Risiko zur Platzierung oder die Übernahme gleichwertiger Garantien.
- E-Geld-Geschäft: Die Ausgabe und die Verwaltung von elektronischem Geld.

Diese Geschäfte umfassen aber nur das „Außengeschäft“ des Kreditinstituts im Sinne der Volkswirtschaftslehre. Dazu kommen:
- das Einlagengeschäft und das Kreditgeschäft gegenüber anderen Kreditinstituten (Interbankenhandel),
- das Einlagengeschäft mit der Zentralbank (zur Refinanzierung) und
- der internationale Geld- und Kreditverkehr

## Struktur
Ende 2016 zählte die Deutsche Bundesbank 1.888 Geldinstitute mit 32.026 inländischen Zweigstellen. Hierin eingeschlossen sind die Bausparkassen, aber keine Kapitalanlagegesellschaften. Charakteristisch für das Bankwesen in Deutschland ist die Drei-Säulen-Struktur. Damit wird die Trennung in die Säulen Genossenschaftsbanken (975 Kreditgenossenschaften und 1 genossenschaftliche Zentralbank), öffentlich-rechtliche Institute (403 Sparkassen, 19 Förderbanken und 5 Landesbanken) sowie 500 Kreditbanken und sonstige Institute (darunter 3 Großbanken, 189 Regional- und sonstige Banken sowie 188 Zweigstellen ausländischer Banken) bezeichnet. 2018 wurden noch 1.783 Geldinstitute gezählt.
Im internationalen Vergleich ist der Konsolidierungsgrad gering und der Anteil der öffentlichen Hand mit ca. 45 % hoch. Die Profitabilität der deutschen Banken ist im internationalen Vergleich unterdurchschnittlich – dies gilt für alle drei Säulen. Im Jahr 2003 betrug die Eigenkapitalrentabilität lediglich 0,7 %. Mittlerweile ist die Risikovorsorge deutlich gesunken, unter anderem durch den Verkauf so genannter Fauler Kredite.
In Deutschland wird zum Vergleich der Leistungsfähigkeit von Banken meist die Eigenkapitalrentabilität und die Zinsspanne herangezogen. (Zum Vergleich: In den USA gilt die Cost-Income-Ratio als wichtigste betriebswirtschaftliche Kennziffer.)
Das Bankwesen in Deutschland ist nach dem Kreditwesengesetz (KWG) geregelt. Es gliedert sich in drei Sektoren: private, öffentlich-rechtliche und genossenschaftliche Banken (Dreisäulensystem).

### Private Geschäftsbanken
Zu den privaten Geschäftsbanken gehören:
- die großen deutschen Filialbanken Commerzbank und Deutsche Bank (mit Postbank). Diese betreuen historisch die Großindustrie und vermögende Privatkunden. Sie verfügen im Ausland über Zweigstellen, um auch dort für ihre Großkunden tätig zu werden. Zu dieser Gruppe gehörte bis zu ihrer Fusion mit der Commerzbank auch die Dresdner Bank. Die Postbank ist heute eine Niederlassung der Deutschen Bank, ging 1990 aus den Postgiroämtern und Postsparkassenämtern der Deutschen Bundespost hervor und betreut vor allem Privatkunden. Alle drei Banken firmieren in der Rechtsform der Aktiengesellschaft.
- regional tätige deutsche Filialbanken (z. B. Oldenburgische Landesbank, National-Bank, Südwestbank)
- Direktbanken (z. B. Norisbank)
- Privatbankiers, die immer mit persönlich haftenden Gesellschaftern auftreten und in der Rechtsform der KG oder OHG firmieren. Bei Privatbankiers handelt es sich hauptsächlich um Banken, die traditionell die Betreuung vermögender Privatkunden zum Ziel haben und meist im Investmentbanking aktiv sind (z. B. Berenberg Bank). Die Fürst Fugger Privatbank wurde 1954 gegründet, gehört aber ebenso wie HSBC Trinkaus inzwischen zu einem Konzern.
- Auslandsbanken. Diese untergliedern sich in zwei Untergruppen: Erstens die Banken, die in Deutschland ein eigenes Retailgeschäft mit einem flächendeckenden Filialnetz betreiben (z. B. Hypovereinsbank, Targobank, Santander Consumer Bank) und zweitens die Zweigstellen ausländischer Banken, die zur Betreuung der originären Kunden in Deutschland bestehen (z. B. ABN AMRO).
- private Realkreditinstitute, die besicherte Pfandbriefe begeben. Als Realkredite gelten Kredite, die 60 % des Beleihungswerts einer Immobilie nicht überschreiten.
- private Bausparkassen (z. B. BHW)
- privatisierte Landesbank Hamburg Commercial Bank

### Öffentlich-rechtliche Kreditinstitute

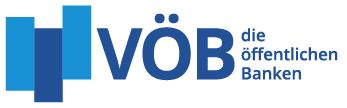

Das Sparkassen-Logo in Deutschland

Zu den öffentlich-rechtlichen Kreditinstituten gehören:
- 19 Förderbanken, davon 17 Förderbanken der Länder und zwei Förderbanken auf Bundesebene. Zu den Förderbanken des Bundes gehören die KfW Bankengruppe und die Landwirtschaftliche Rentenbank. Im öffentlichen Auftrag fördern sie insbesondere Mittelstand und Existenzgründer, Innovationen, Infrastrukturvorhaben, Wohnungsbau, Energieeffizienzmaßnahmen und Exportprojekte.
- fünf Landesbanken (LBBW, BayernLB, Helaba, Nord/LB, SaarLB). Sie bieten selbst kein Retailgeschäft an, haben dafür aber zum Teil Tochtergesellschaften. Das sind die BW-Bank der LBBW, die Braunschweigische Landessparkasse der Nord/LB, die zur BayernLB-Gruppe gehörende Deutsche Kreditbank (DKB) und die Frankfurter Sparkasse der Helaba. Die Produkte der Landesbanken werden von den angeschlossenen Sparkassen vertrieben.  Weiterhin sind die Landesbanken Hausbank des jeweiligen Landes und betreuen Großkunden.
- Die ehemalige LBB ist vollständig in Trägerschaft der Sparkassen-Finanzgruppe.
- das Zentralinstitut der Sparkassen DekaBank, eine Anstalt des öffentlichen Rechts.
- rund 450 Sparkassen, deren Eigentümer (Städte und Landkreise) die ausgeschütteten Gewinne für das Gemeinwohl einsetzen sollen.
- fünf Landesbausparkassen (LBS)

### Genossenschaftssektor

Logo der Volks- und Raiffeisenbanken in Deutschland

Zu den Genossenschaftsbanken gehören:
- die DZ Bank. Sie übt Zentralbankfunktionen für die Genossenschaftsbanken aus. Darunter fällt die Abwicklung des Auslandsgeschäftes, die Bereitstellung von Kapitalmarktprodukten, die Betreuung größerer Firmenkunden und die Risikoteilung im Kreditgeschäft.
- rund 800 Volks- und Raiffeisenbanken. Auch die Genossenschaftsbanken treten als Mittelstandsfinanzier auf. Sie haben als Zielsetzung die Förderung der Mitglieder. Die Genossenschaftsbanken haben das größte Filialnetz in Deutschland.
- elf Sparda-Banken
- vierzehn PSD Banken
- Spezialinstitute im Verbund
  - Fondsgesellschaft (Union Investment)
  - Immobilienfondsgesellschaft (Union Investment Real Estate)
  - Bausparkasse Schwäbisch Hall
  - Hypothekenbanken (DZ Hyp, Münchener Hypothekenbank)
  - Leasing-Gesellschaft (VR Leasing)
  - Versicherungsgesellschaft (R+V Versicherung)
  - IT-Dienstleister Atruvia
- Kirchenbanken (z. B. Bank für Kirche und Diakonie, Pax-Bank, Spar- und Kreditbank Evangelisch-Freikirchlicher Gemeinden, Liga Bank)
- Sonstige (z. B. BBBank, Deutsche Apotheker- und Ärztebank, GLS Gemeinschaftsbank)

Darüber hinaus ist der Genossenschaftssektor an folgenden Banken beteiligt:
- Reisebank, Frankfurt am Main, (zu 100 % zur DZ BANK)
- DVB Bank, Frankfurt am Main, (zu 95,47 % zur DZ BANK)
- Deutsche WertpapierService Bank, Frankfurt am Main, (zu 50 % zur DZ BANK)

## Internationale Bedeutung der deutschen Kreditinstitute
In den letzten dreißig Jahren fanden an den weltweiten Finanzmärkten starke Positionsverschiebungen unter den Banken nach Ländern statt. Die im Vergleich schon immer eher renditeschwachen, jedoch bilanzstarken deutschen Banken wurden zunächst durch das wirtschaftliche Erstarken von Japan seit etwa 1970 und China seit 2004 sowie durch die Welle von Großfusionen von Banken, besonders in Frankreich und Japan, nach den Kriterien Geschäftsvolumen, Bilanzsumme, Marktkapitalisierung und Kernkapital immer weiter abgedrängt. Trotz einer stark gestiegenen Rendite der meisten deutschen Institute im Jahr 2005 und trotz teils erheblich gesteigerten Kernkapitals und ebenso gewachsener Bilanzsumme fielen deutsche Institute in allen Vergleichspunkten relativ gesehen weiter ab. Durch die im internationalen Maßstab geringere Konzentration des deutschen Bankenmarktes ist es außerdem bedingt, dass unter den 25 oder 100 Spitzeninstituten der Welt relativ wenige deutsche Banken sind (1 bzw. 4 bis 7, je nach Kriterium, s. u.), obwohl der deutsche Bankenmarkt zu den größten überhaupt gehört. Unter den größten 1000 Banken der Welt finden sich dagegen anteilsmäßig entsprechend deutlich mehr deutsche Institute, nämlich etwa 100 Banken (2005: 98), entsprechend einem Anteil von 10 %.
Legt man die Bilanzsumme zugrunde, befand sich im Jahr 2005 nur noch eine der deutschen Großbanken unter den größten 25 Banken der Welt, die Deutsche Bank (auf Platz 12). 2003 waren es noch sämtliche vier deutsche Großbanken gewesen.
Weltweiter Spitzenreiter war 2005 mit 1.591 Mrd. USD die britische Barclays Bank (die zuvor führende japanische Mizuho Financial Group rangierte nur noch auf Rang 10), zweitplatziertes Institut war mit 1.568 die schweizerische UBS (im Vorjahr noch die US-amerikanische Citigroup). Die 25 Spitzenreiter nach Bilanzsumme verteilten sich 2005 auf folgende Länder:
4 UK
4 Frankreich
3 Japan
3 USA
3 Niederlande
2 Schweiz (UBS, Credit Suisse Group)
2 Belgien
1 Deutschland (Deutsche Bank)
1 Spanien
1 Italien
1 China
Unter den größten 50 nach Bilanzsumme befanden sich 2005 folgende deutsche Kreditinstitute:
Platz 12: Deutsche Bank
Platz 29: Dresdner Bank
Platz 32: Commerzbank
Nach dem Kriterium Marktkapitalisierung (Börsenwert) befand sich 2005 ebenfalls nur ein Institut, wiederum die Deutsche Bank, unter den Top 25, auf Platz 23 (Vorjahr: Platz 21, 2003: Platz 17). Hier war – wie schon in den Vorjahren – die US-amerikanische Citibank Spitzenreiter mit 242,0 Mrd. USD. Die 20 größten nach Börsenwert verteilten sich 2005 auf folgende Länder (in Klammern Werte von 2003):
6 (8) USA
4 (5) UK
3 (3) Japan
3 (0) China
3 (3) Frankreich
1 (1) Deutschland
Gemessen am Kernkapital befand sich ebenfalls nur die Deutsche Bank unter den Top 25 der Welt. Weltweit an der Spitze stand 2005 wiederum die Citigroup mit einem Kernkapital von 79,4 Mrd. USD. Unter den größten 100 befanden sich 2003 folgende deutsche Kreditinstitute (Stand 2005):
Platz 12: Deutsche Bank (23)
Platz 32: HypoVereinsbank
Platz 45: Commerzbank
Platz 50: BayernLB
Platz 54: Landesbank Baden-Württemberg
Platz 59: Dresdner Bank
Platz 71: Eurohypo
Auf der 2011 in Cannes im Auftrag des G-20 Gipfels veröffentlichten Liste der 29 wichtigsten Kreditinstitute, fanden sich zwei deutsche Kreditinstitute: Deutsche Bank, Commerzbank.
Die Deutsche Bank war hierbei mit einer Bilanzsumme von 2282,48 Milliarden Euro die größte Bank, mit einer Eigenkapitalquote von 2,27 % (28. Platz). Im Vergleich belegte die Commerzbank den 23. Platz mit einer Bilanzsumme von 683,68 Milliarden Euro und einer Eigenkapitalquote von 3,35 % (24. Platz).